# Сооринна
Со́оринна (эст. Soorinna), ранее также Со́орина  (эст. Soorina) и Ло́о (эст. Loo) — деревня на севере Эстонии в волости Куусалу, уезд Харьюмаа.

## География и описание
Расположена в 34 километрах к востоку от Таллина. Высота над уровнем моря — 44 метра. 
Климат — умеренный. Официальный язык — эстонский. Почтовый индекс — 74614.

## Население
По данным переписи населения 2021 года, в Сооринна проживал 31 человек, все — эстонцы.
Численность населения деревни Сооринна:
| Год  | 1959 | 1970 | 1974 | 2000 | 2011 | 2021 |
| ---- | ---- | ---- | ---- | ---- | ---- | ---- |
| Чел. | 83   | ↘ 68 | ↘ 39 | ↘ 9  | ↗ 25 | ↗ 31 |

## История
Впервые упоминается в 1922 году, когда после земельной реформы 1919 года на землях национализированной мызы Нейенгоф (Лоо) была основана новая деревня. Её назвали Сооринна, т. к. она расположена напротив окружающих озеро Кахала болот (эст. Soorinna в буквальном переводе — «грудь болота»). 
В советское время деревня находилась на землях совхоза «Кахала». 
В 1977–1997 годах Сооринна была частью деревни Андинеэме. В связи с тем, что деревня расположена в центре бывшей мызы Лоо, в 1920—1930-х годах её также называли поселением Лоо (эст. Loo asundus).

Деревня Сооринна
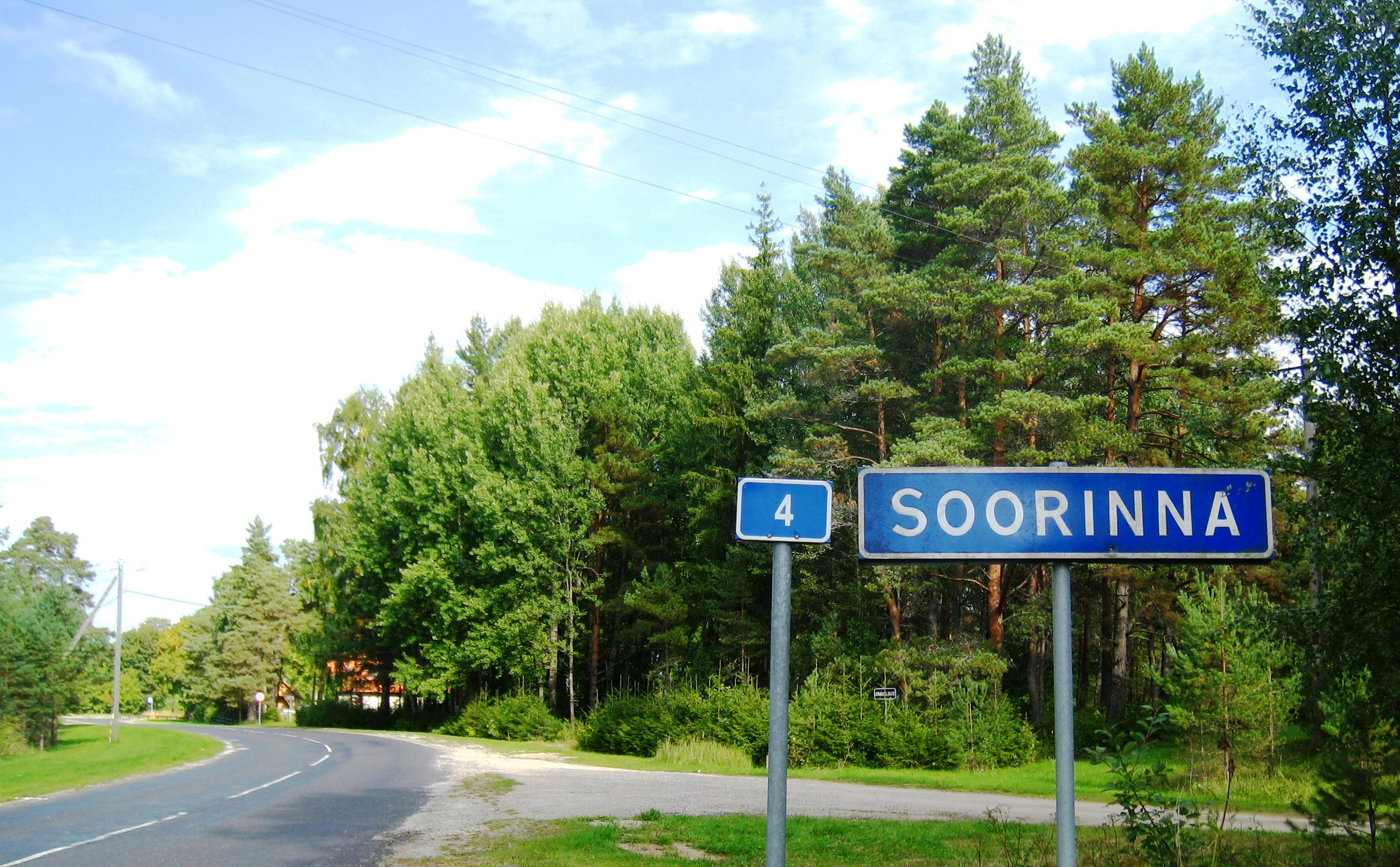
Въезд в деревню
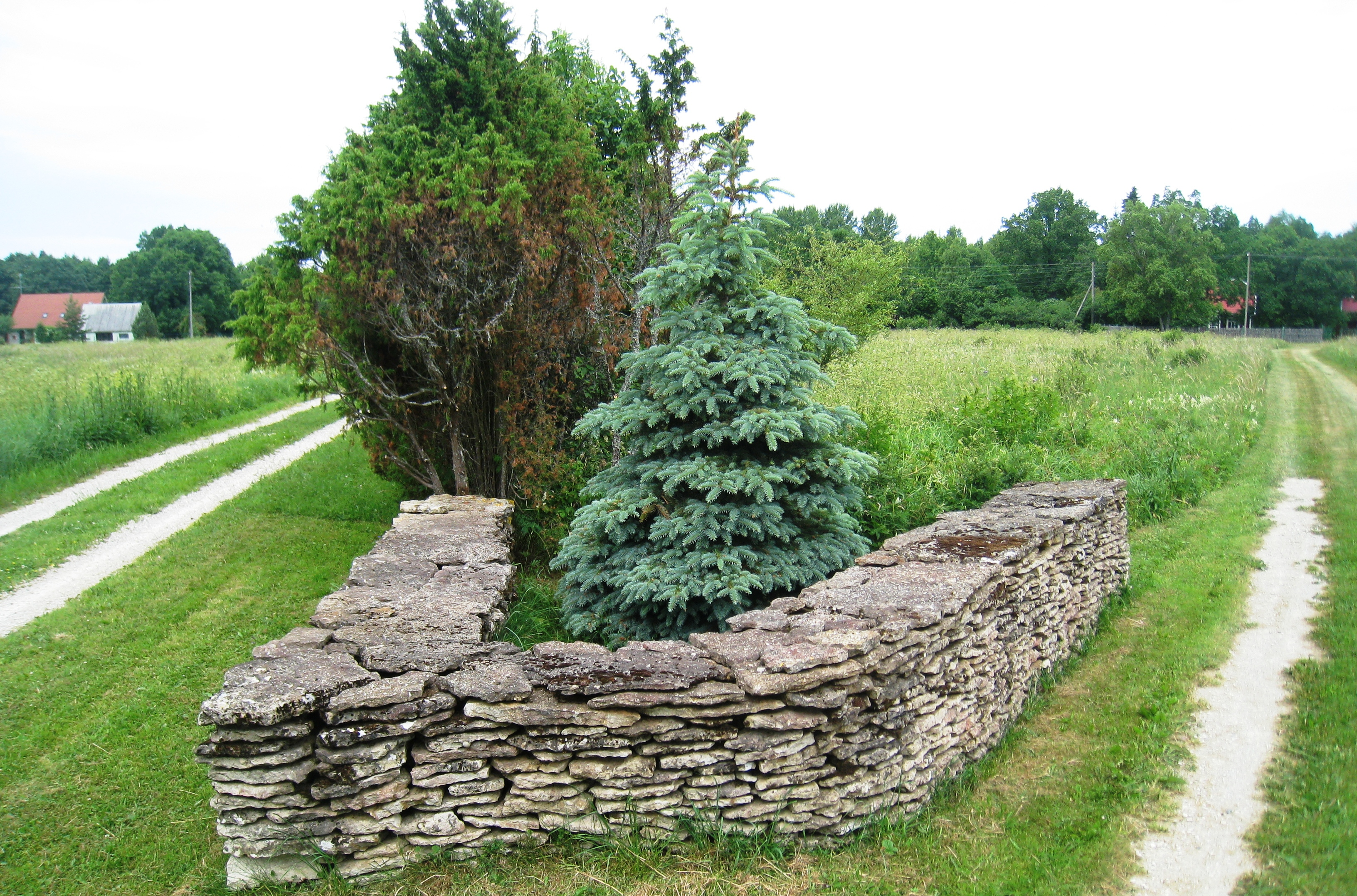
Ухоженный участок деревенского хутора
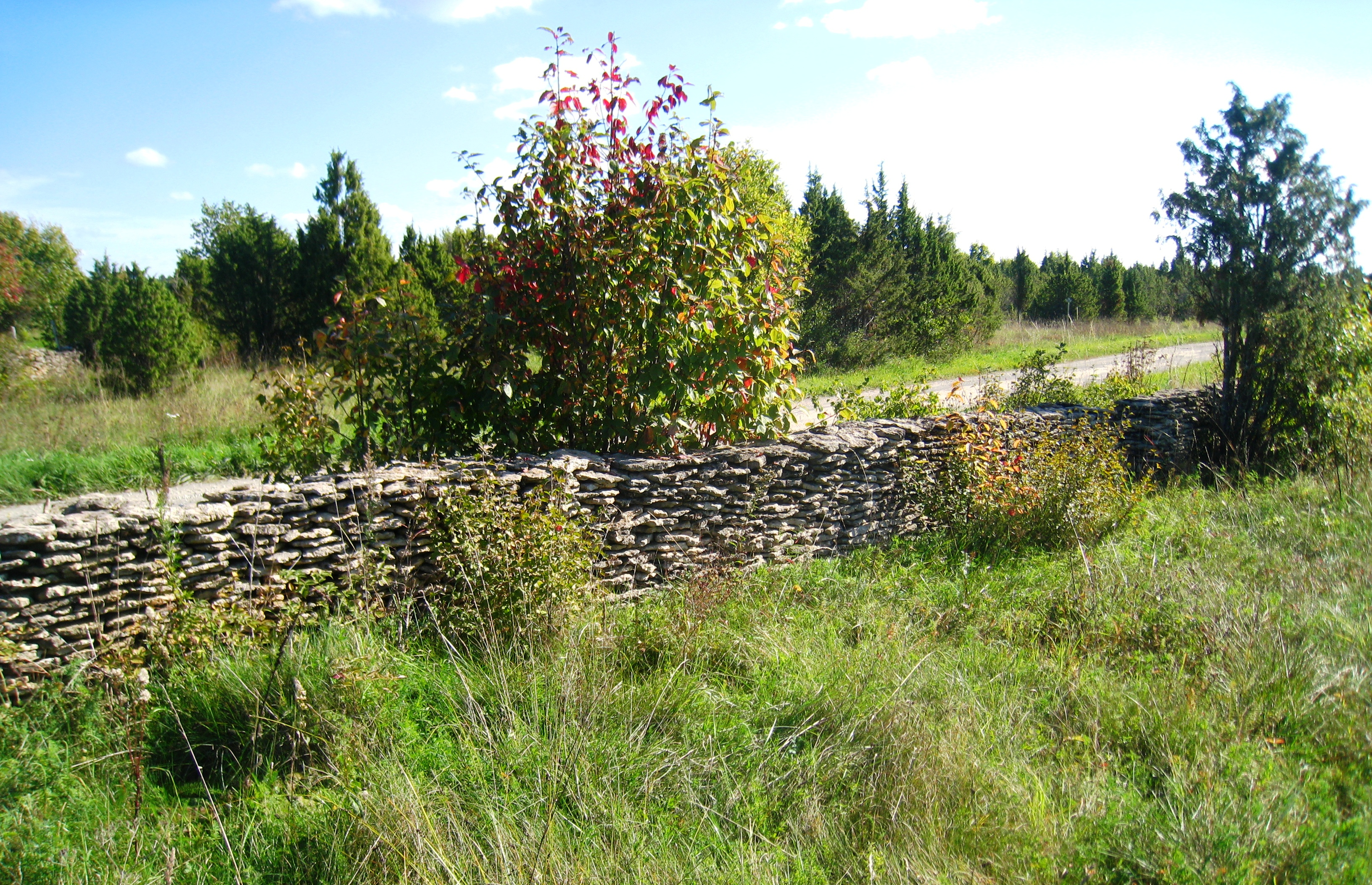
Типичная ограда из плитняка
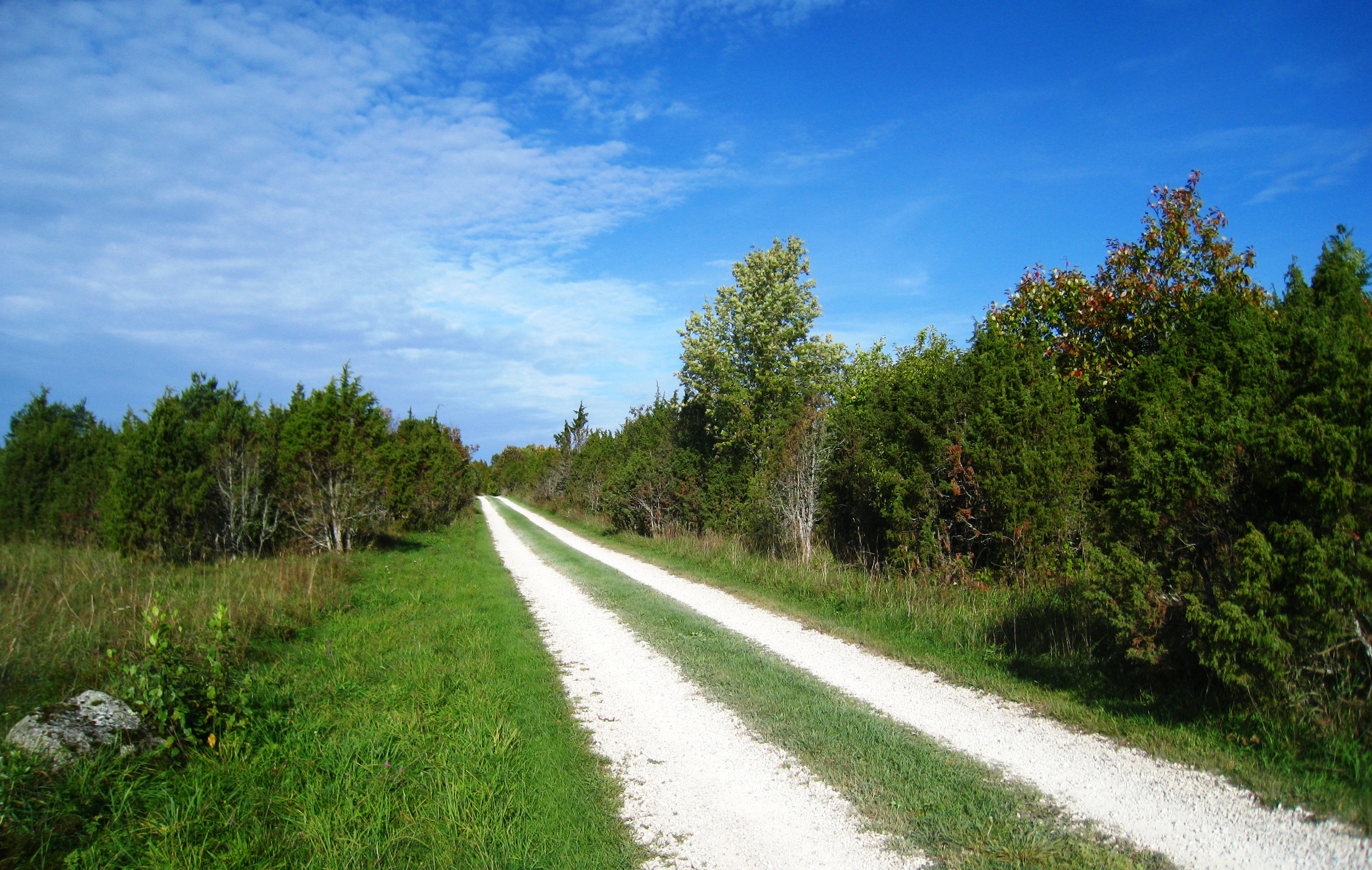
Дорога среди кустов можжевельника

## Комментарии
1. ↑  Эстонские топонимы, оканчивающиеся на -а, не склоняются и не имеют женского рода (исключение — Нарва)[8].